# Косміаді Георгій Петрович
Георгій Петрович Косміаді (24 березня 1886, Нальчик — 22 травня 1967, Гамбург) — український художник, архітектор, викладач. Зробив вагомий вклад в розвиток образотворчого мистецтва на теренах західної України, а саме міста Рівного.

## Життєпис
Народився 24 березня 1886 року у місті Нальчик, (нині Кабардино-Балкарія). У 1901—1904 роках навчався в архітектурній школі в Баку. З 1905 року навчання в художній студії Серова у Москві.
У 1905—1912 роках Косміаді — помічник окружного архітектора Москви, здійснював архітектурний догляд за Кремлем. Був добре знайомий із Сергієм Рахманіновим.
У 1914 році відряджений до Рівного у складі 5-ї російської армії, 6-го Будівельного загону, що прикривав тили царської армії під час Першої світової війни. Працював на потреби армії, зводячи мости, лазні, тимчасові казарми. У 1916 році був нагороджений орденом св. Станіслава III ступеня.
У 1915 одружився з етнічною німкенею Фрідою-Бріґіттою Герман.
У 1917 році після Жовтневого перевороту у Росії, Георгій Косміаді приймає рішення залишитися в Рівному. Через деякий час до нього з Москви приїжджає молода дружина. Художник проживав з родиною по вул. Круча 3 (тепер не існує) аж до еміграції в Німеччину. Зараз провулок носить ім'я кобзаря Остапа Вересая, будинок № 3 знесли. Старожили пам'ятають шикарні різьблені двері які були в цьому будинку. Тут у Рівному народилися їхні діти.

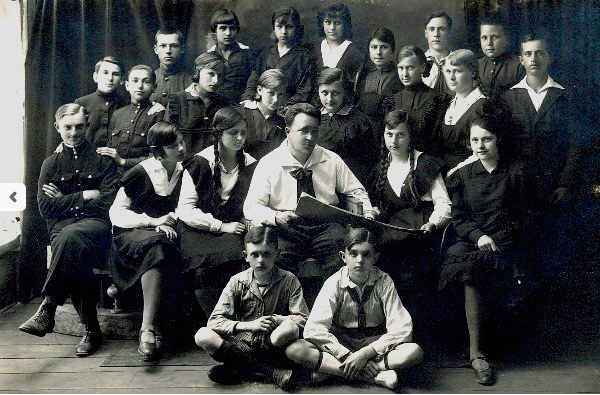
Георгій Косміаді з учнями, 1930-і роки

 Два каштани, які росли ще в часи Георгія Косміаді перед входом в його помешкання збереглися досі.
Подружжя швидко вивчили українську і польську мови і легко інтегрувалися в місцеве соціальне середовище. Георгій починає працювати викладачем малювання, креслення, каліграфії у всіх 5 гімназіях міста (українській, російській, польській, єврейській).

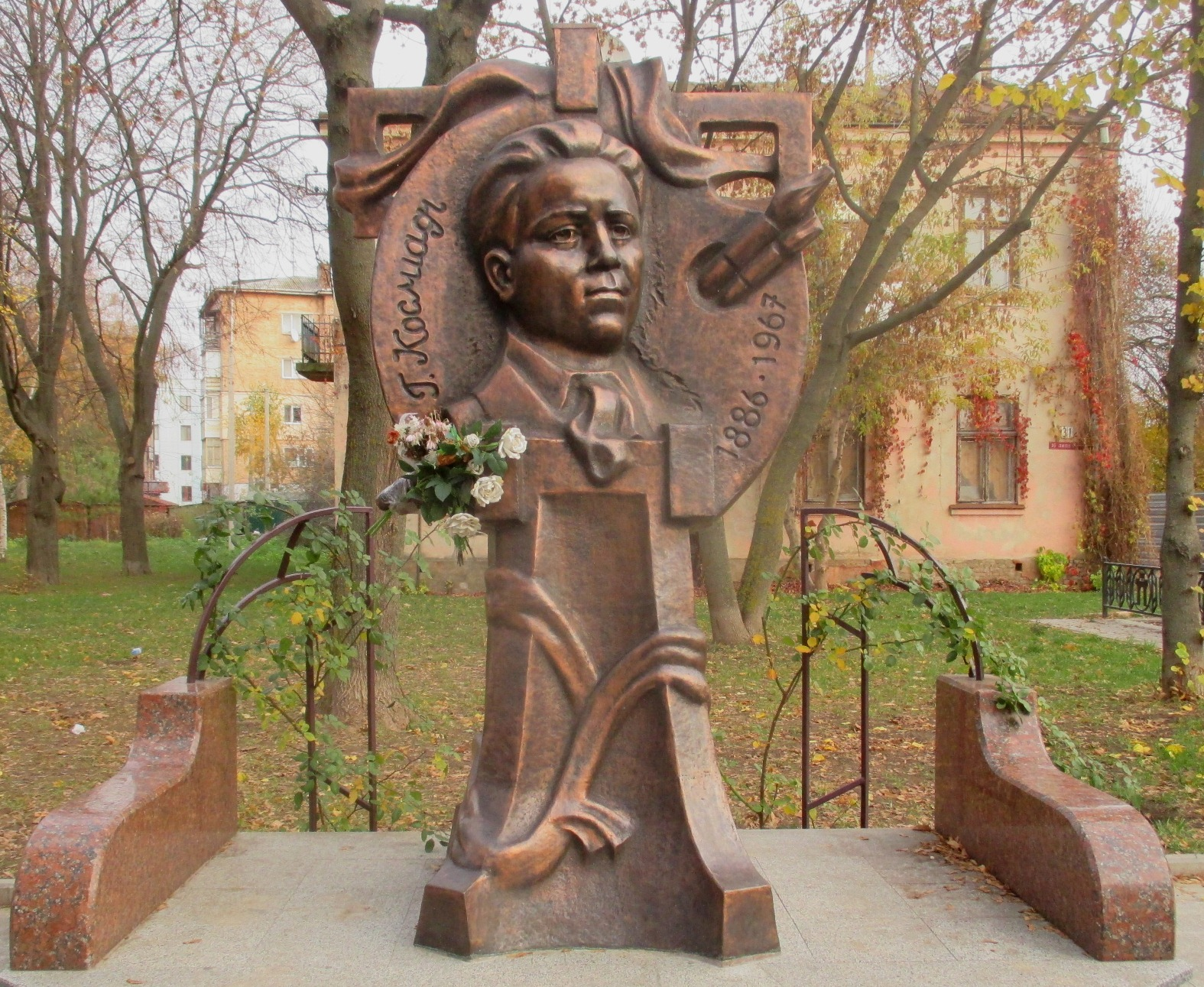
Пам'ятний знак Георгію Косміаді. Автор — скульптор М. Сівак. Рівне вул. 16 Липня, 31

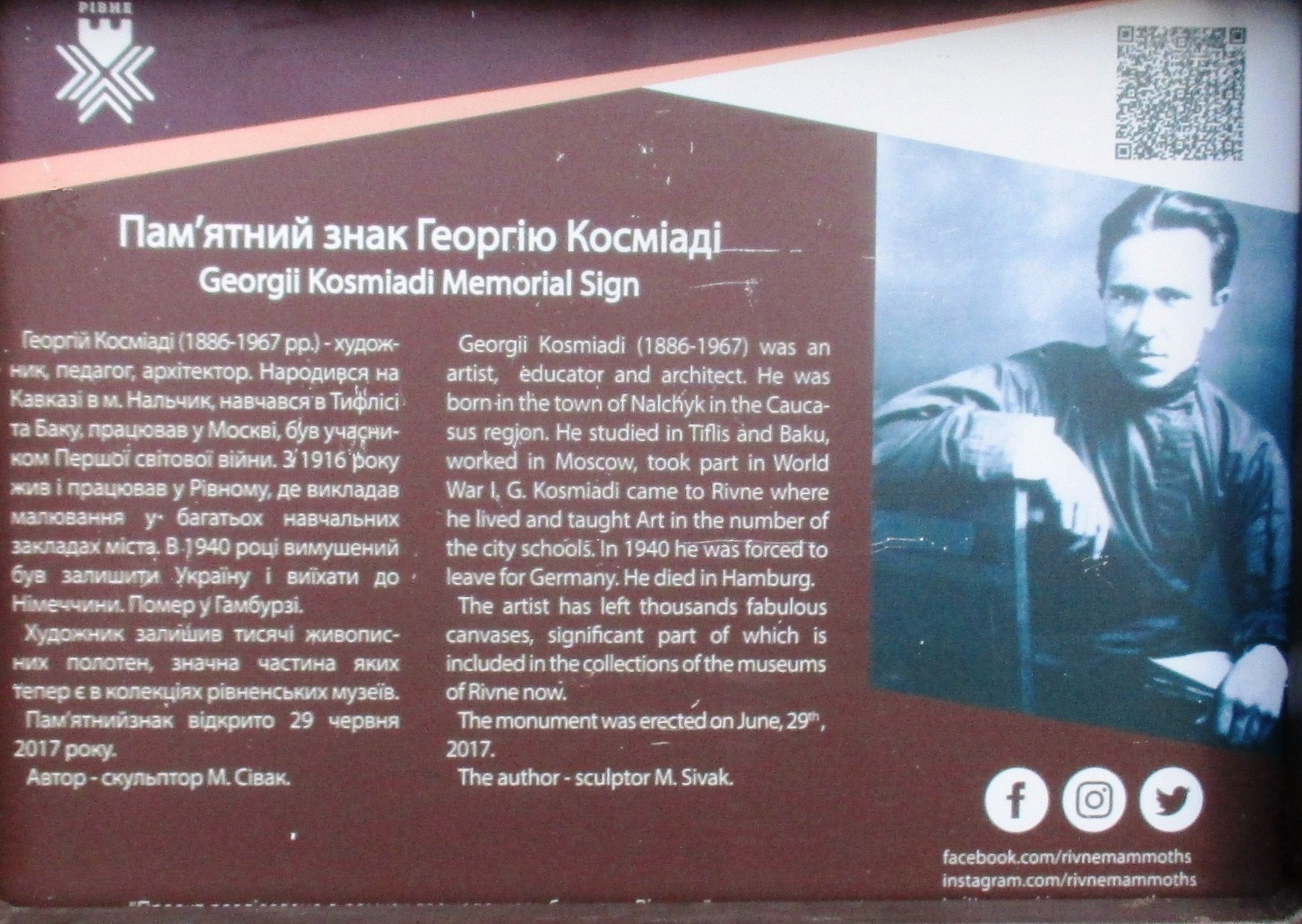
Табличка пам'ятного знаку

Організовував поетичні вечори, театральні вистави, вчив дітей ліпити, вишивати, різьбі по дереву, постійно організовував і проводив виставки дитячих робіт. За сприяння Георгія Косміаді в Рівному було відкрито дитячу художню школу, в яку він був призначений керівником.
У 1923 році в сім'ї народжується дочка Надія, потім син Володимир.
У 1936 році в Варшавській художній академії організовується велика виставка картин учнів рівненських гімназій. Журі відбирає 67 кращих дитячих робіт на першу Міжнародну виставку дитячого малюнка в Парижі, яка відбулася в 1937 році.
Георгій Петрович пробував себе у Рівному і як архітектор. Сьогодні у місті збережена двоповерхова споруда з мансардою, проект якої розробив Г. П. Косміаді. У 30-х роках Георгій Петрович проектував кінотеатр «Ампір», розписаний у грецькому стилі. Ця будівля, відома мешканцям Рівного як кінотеатр «Партизан», була зруйнована у 2007 році.
У 1939 році після приходу Червоної армії до Рівного, родина виїхала до німецької Польщі, а згодом емігрувала до Гамбурга.
У 1940—1945 рр. працював художником-оформлювачем Державної опери.
З 1945 року після виходу на пенсію працює як вільний художник. Багато картин пише в техніці — монотипії та олійному живописі, акварелі, гуаші. Георгій Петрович помер 22 травня 1967 року.

## Творчий доробок
Щороку, починаючи з 1940 року, організовує власні виставки в художніх залах, приватних галереях, музеях, учбових закладах, банках Німеччини (всього 60 експозицій). За 27 років свого перебування в Німеччині художник презентував понад 40 мистецьких виставок. Переважна частина картин Г. Косміаді нині зберігається у Гамбурзі.
Дослідники стверджують, що у проектуванні та розписі кінотеатру "Партизан" в Рівному брав участь відомий архітектор та художник Георгій Косміаді. 

### Основні роботи
- «Колона святих» (1930)
- «Вечір у Рівному» (1940)
- «Куточок для молитви» (1942)
- «Останні піхти» (1945)
- «Північне озеро» (1946)
- «Вечірній настрій» (1947)
- «Блага вість» (1948)
- «Вівтар» (1950)
- «Українське село» (1951)
- «Бузок на дачі» (1952)
- «Погляд на сільську землю» (1952)
- «Два хрести біля ставка» (1952)
- «Після розп'яття» (1954)
- «Час для чаювання» (1956)
- «Рудий» (1957)
- «Старі оборонні вежі» (1958)
- «Св. Георгій» (1958)
- «Автопортрет» (1959)
- «Два апостоли» (1960)
- «Різдво» (1960)
- «Великодня ніч» (1962)
- «Місячна ніч» (1963)
- «Чорне небо» (1965)
- «Оливковий гай» (1966)
- Поо

## Вшанування
- Рівне. Одна з вулиць названа іменем Георгія Петровича Косміаді.
- Пам'ятний знак Георгію Косміаді в м. Рівне по вулиці 16 липня.